# Ole Tobiasen
Ole Tobiasen (født 8. juli 1975 i København) er en dansk professionel fodboldspiller. Han spiller i forsvaret, fortrinsvis som højre back. Ole Tobiasen har spillet 6 kampe for det danske fodboldlandshold.
Ole Tobiasen startede sin karriere i B 1908, og efter at have spillet for en række klubber i Storkøbenhavn fik han kontrakt med den hollandske klub SC Heerenveen. Efter to år og 34 kampe blev storholdet Ajax Amsterdam opmærksomme på hans talent, og Tobiasen skiftede herefter til Ajax for sæsonen 1997-98. Tobiasen opnåede seks kampe for Ajax i de følgende to år. Han spillede på landsholdet i kvalifikationskampene til 1998 FIFA World Cup og Euro 2000, men på grund af skader deltog han ikke i slutrunderne. 
Tobiasen havde herefter en række pauser grundet skader, og han sad på bænken i perioden 1999-2002. Da kontrakten med Ajax løb ud, skiftede han til AZ Alkmaar, hvor han spillede 13 kampe, hvorefter han skiftede tilbage til FC København. I transfervinduet 2005-06 blev Ole Tobiasen lejet ud til AaB i 6 måneder, hvor han fik fast plads i startopstillingen som midterforsvarer.
I 2006 fik Tobiasen kontrakt med norske Sandefjord, og i marts 2007 skiftede Tobiasen til hollandske MVV Maastricht.